# Onfim

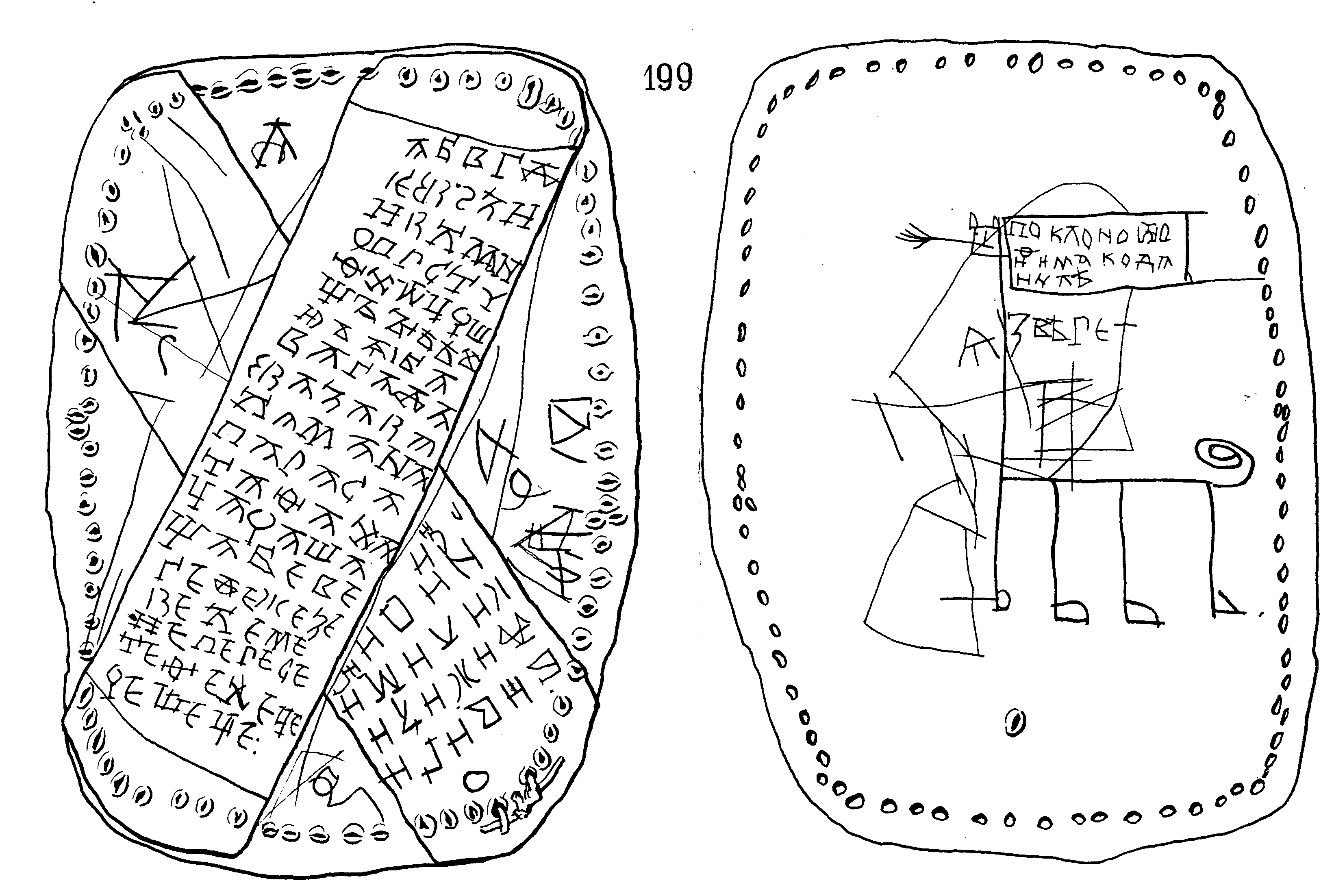
Bài tập về nhà và bức tranh "Ta là một con quái thú" của Onfim, khoảng năm 1260. (Item 199)

Onfim (phương ngữ Novgorod cổ: онѳиме, Onfime; hay, Anthemius xứ Novgorod) là một cậu bé sống tại Novgorod vào thế kỷ 13. Cậu bé đã khắc những ghi chú và bài tập về nhà lên vỏ cây bạch dương mềm (beresta), và những bản khắc này được lưu giữ trong đất sét của Novgorod. Onfim, người chỉ mới sáu hay bảy tuổi vào thời điểm đó, đã viết những văn bản bằng phương ngữ Novgorod cổ; ngoài văn bản và ký tự, cậu còn vẽ "những trận chiến và chính mình cùng giáo viên".

## Bối cảnh
Novgorod, nay gọi là Veliky Novgorod, là trung tâm hành chính quan trọng của tỉnh Novgorod. Cách Sankt-Peterburg khoảng 200 kilômét (120 mi) về phía nam, thành phố được vây quanh bởi rừng bạch dương, với thứ vỏ đã được dân địa phương dùng để viết từ hàng thế kỷ vì chúng mềm và dễ khắc lên. Từ năm 1951, hơn 1100 mẫu vỏ bạch dương với chữ viết đã được tìm thấy, và mỗi mùa hè lại có những mẫu mới được phát hiện. Thuật ngữ beresty, dùng để gọi những bản thảo vỏ bạch dương, là dạng số nhiều của beresta ("vỏ bạch dương"). Việc nghiên cứu beresty có tên berestologija. Số lượng lớn beresty cũng như bút trâm cho thấy đa phần dân cư biết chữ.

## Các bản khắc của Onfim
Onfim để lại mười bảy bản khắc vỏ bạch dương. Mười hai trong số đó có tranh minh họa, năm chỉ có văn bản. Một bản có tranh một hiệp sĩ trên ngựa, dùng giáo đâm ai đó. Các học giả cho rằng hiệp sĩ đó chính là Onfim. Những văn bản rõ ràng là bài tập về nhà: Onfim tập viết bảng chữ cái, lập lại những âm tiết, và viết Thánh Vịnh, những thứ có vẻ quen thuộc với cậu bé. Có những dòng chữ như "Chúa ơi, giúp bầy tôi Onfim của Người với" và những đoạn văn từ Thánh Vịnh 6:2 và 27:3. Thực ra, đa số những gì Onfim viết đều được trích ra từ Thánh Vịnh.
Tranh minh họa của Onfim gồm hình vẽ hiệp sĩ, ngựa, cung tên và kẻ thù bại trận. Có một bức tranh nổi bật (hình trên đầu bài), được xem là "chân dung của chính cậu bé, dưới hình dáng của một con quái thú", trong đó có một thú cổ dài, tai nhọn và đuôi xoắn tít. Con thú hoặc là ngậm tên trong miệng hoặc đang phun lửa. Một dòng chữ đi kèm viết "Ta là một con quái thú" bên ngoài phần đóng khung (trong phần đóng khu ghi "Lời chào từ Onfim đến Danilo"). Trong bản khắc 205, Onfim viết bảng chữ cái Kirin và thêm "On[f]" vào giữa; phía dưới bảng chữ cái có lẽ là một chiếc thuyền với mái chèo. Bản khắc 206 có "'những chân dung' của Onfim bé nhỏ và những người bạn".

## Một số bản khắc

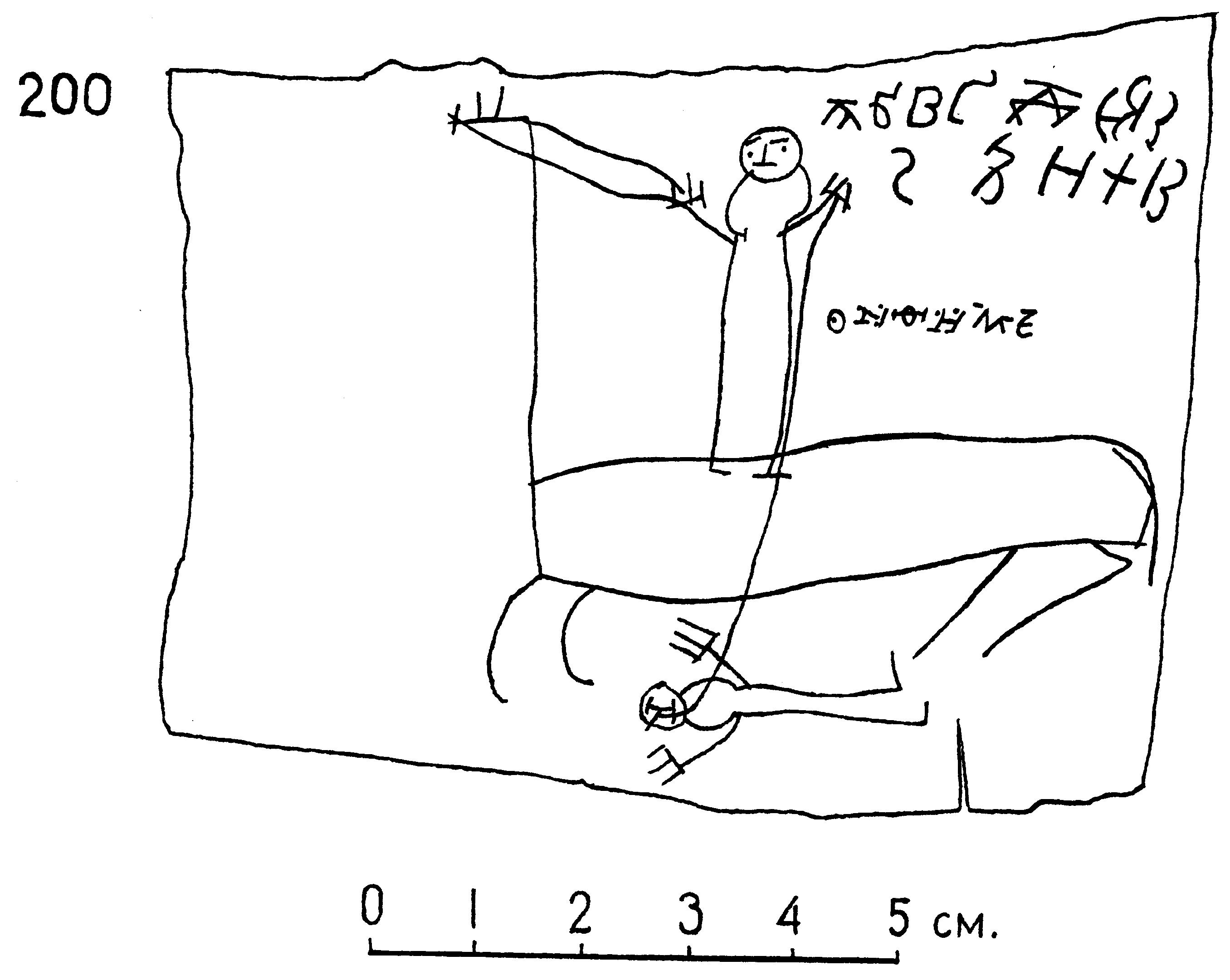
200: Người cưỡi ngựa, với cái tên "Onfim" bên phải, và ở góc trên, bảng chữ cái Kirin từ A - Њ
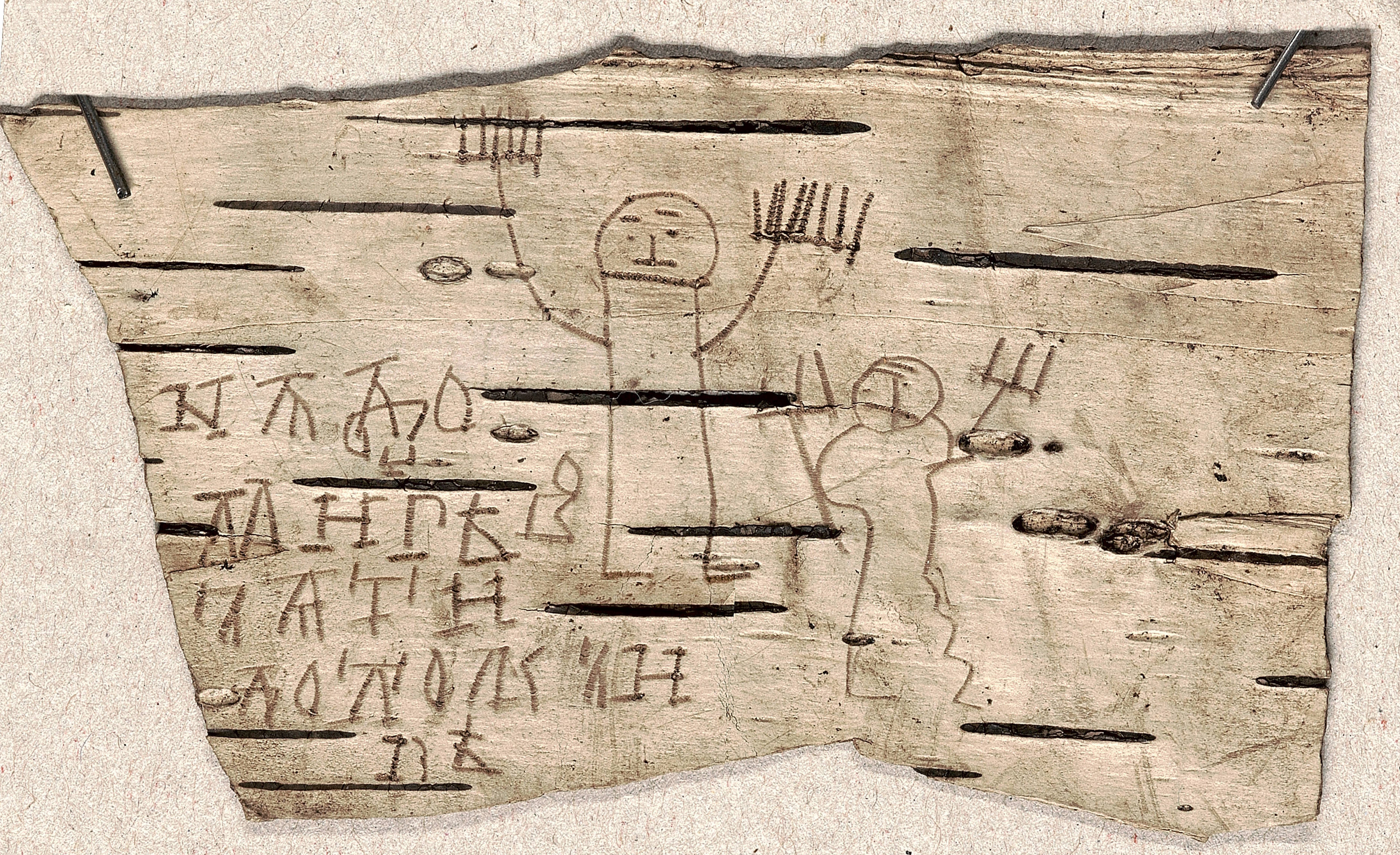
202: Bài tập đánh vần và vẽ tranh
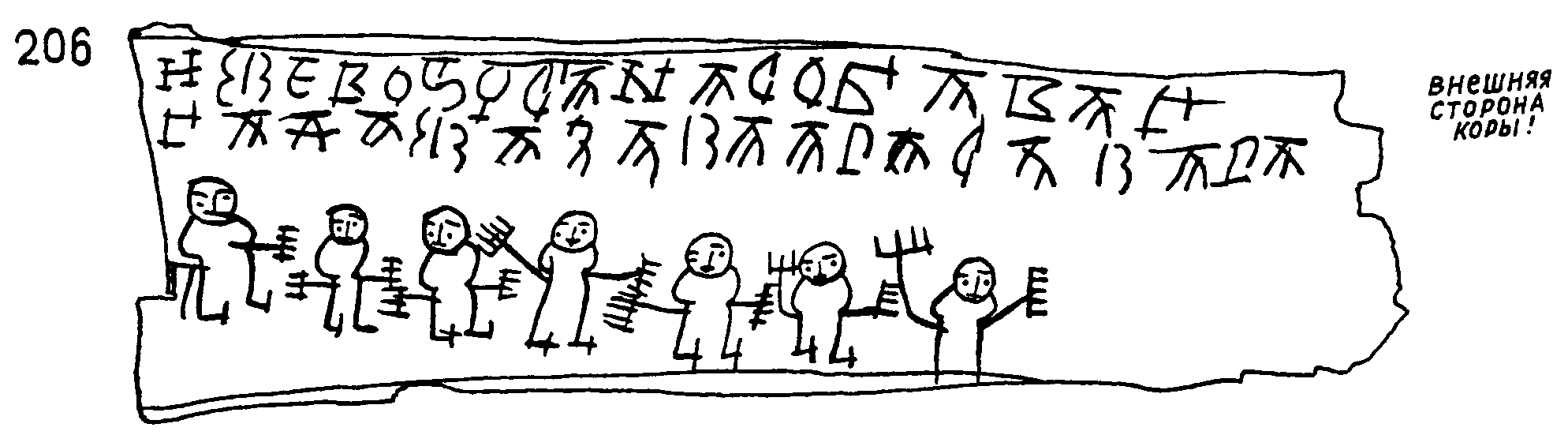
206: Một loạt các ký tự, và tranh chân dung
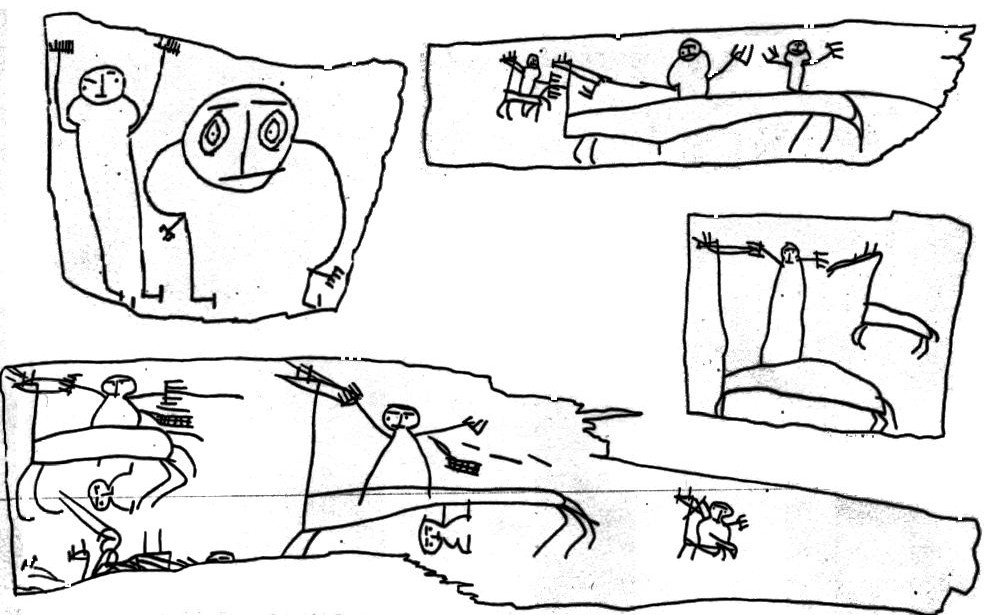
Nhiều bức tranh khác nhau